# Services en uniforme

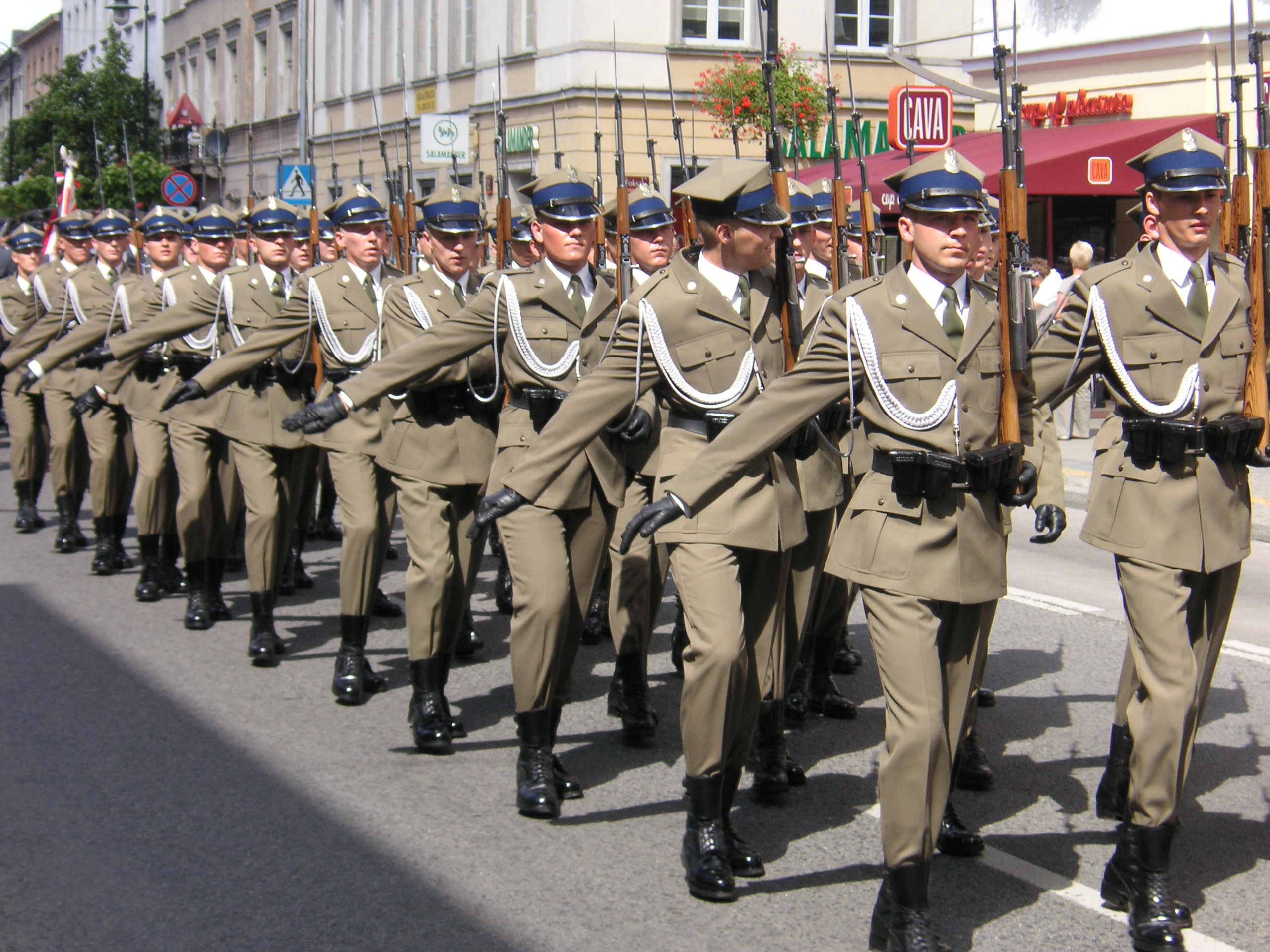
Défilé d'un bataillon des forces armées polonaises en 2006.

Les services en uniforme sont des corps de métier employés par l'État et portant un uniforme.
Généralement, les services en uniforme incluent les activités suivantes :
- L'armée
- La police
- Les pompiers
- Les ambulanciers

Dans certains pays, les corps suivants peuvent être intégrés à cette liste :
- Les services de répression des fraudes
- Les services de gestion de l'immigration
- Les garde-côtes
- Certaines organisations de contrôle maritime